# Freweini Mebrahtu
Pour l’article homonyme, voir Yirgalem Fisseha Mebrahtu.
Freweini Mebrahtu (amharique : ፍሬወይኒ መብራህቱ) est une ingénieure et cheffe d'entreprise éthiopienne.

## Biographie
Née en 1965 en Éthiopie, Freweini Mebrahtu étudie le génie chimique à l'université de Prairie View. En 2005, elle dépose un brevet pour une protection menstruelle réutilisable, qui peut être utilisée pendant une période allant jusqu'à deux ans si elle est entretenue de façon appropriée. En 2009, elle crée la société Mariam Seba Sanitary Products Factory, qui produit en 2019 plus de 700 000 protections menstruelles réutilisables par an. La plupart de ces protections sont achetées par des organisations de la société civile qui les fournissent gratuitement aux jeunes filles et aux femmes qui en ont besoin. L'un de ses objectifs est de contribuer à réduire les tabous qui entourent les menstruations dans une grande partie de la société éthiopienne.

## Reconnaissance
Freweini Mebrahtu est élue « personnalité héroïque de l'année » (Hero of the Year) par la chaîne de télévision américaine CNN. 